# Rietzel

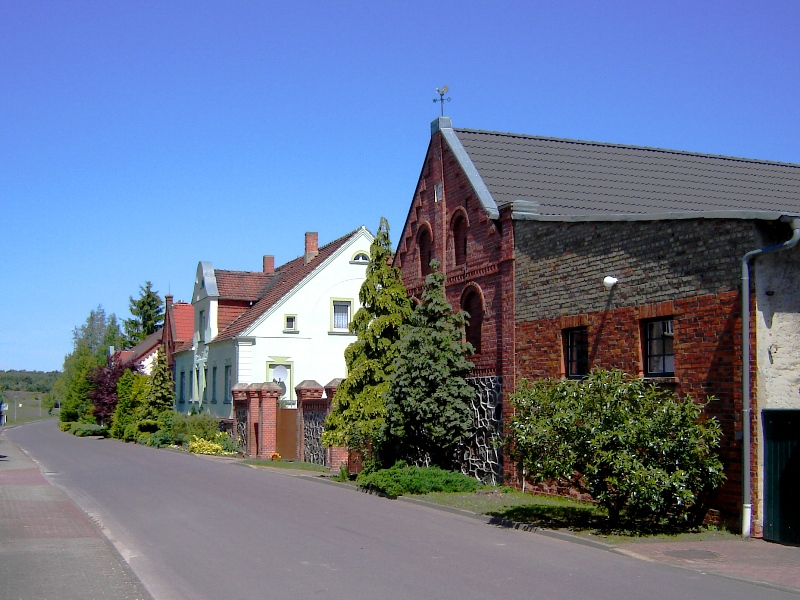
Dorfstraße

Rietzel là một đô thị thuộc huyện Jerichower Land, bang Sachsen-Anhalt, Đức. Đô thị Rietzel có diện tích 11,56 km², dân số thời điểm ngày 31 tháng 12 năm 2006 là 151 người.